# Inzenhof
Inzenhof är en ort och kommun i Österrike. Den ligger i distriktet Güssing i förbundslandet Burgenland, i den östra delen av landet, 130 km söder om huvudstaden Wien. Antalet invånare år 2023 är 331.Arean är 6,0 kvadratkilometer. Kommunen gränsar i sydöst och i sydväst till Ungern.